# Trichocera transversa
Trichocera transversa är en tvåvingeart som beskrevs av Starý 1998. Trichocera transversa ingår i släktet Trichocera och familjen vintermyggor.
Artens utbredningsområde är Polen. Inga underarter finns listade i Catalogue of Life.